# Song of India
Song of India ist ein Popsong, der auf der Arie Lied des indischen Gastes (Песня Индийского гостя) von Nikolai Rimski-Korsakow basiert und – versehen mit einem englischen Text von Al Wilson und Jim Brennan – 1921 veröffentlicht wurde.

## Hintergrund
Song of India basiert auf der Arie Pesni︠a︡ indiĭskogo gosti︠a︡ aus Rimski-Korsakows Le Coq D'Or Suite bzw. aus seiner Oper Sadko aus dem Jahr 1896. Der Bandleader Paul Whiteman nahm den Song 1921 erstmals erfolgreich auf (Columbia 9798), mit einem Foxtrot-Arrangement von Ferde Grofé. 1926 spielte Whiteman den Song erneut ein (Victor 18777-B). Das Lied beginnt mit der Strophe:

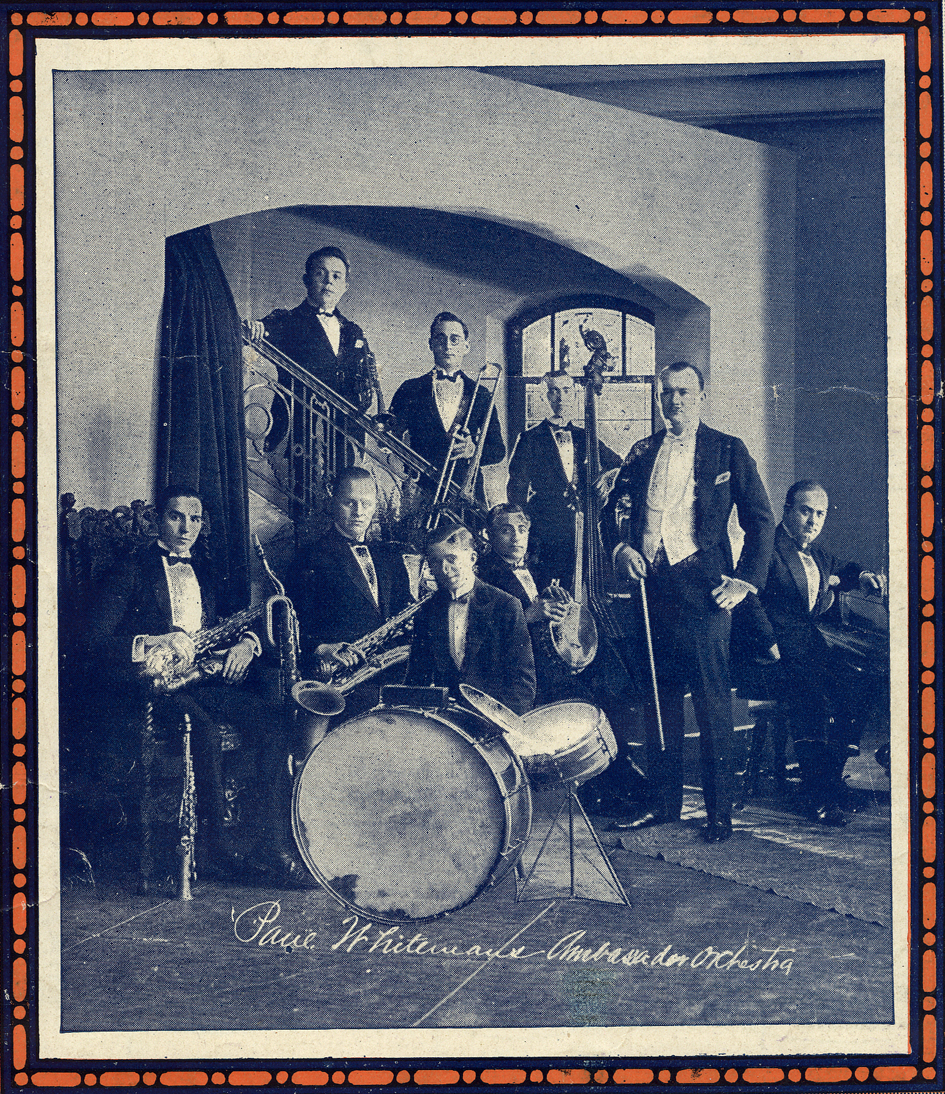
Paul Whiteman mit seinem Orchester im Jahr 1921. Whitemans Arrangeur Ferde Grofé sitzt rechts am Piano.

And still the snowy Himalayas rise
In ancient majesty before our eyes,
Beyond the plains, above the pines,
While through the ever, never changing land
As silently as any native band
That moves at night, the Ganges shines.

## Spätere Coverversionen
Im Januar 1937 spielte Tommy Dorsey ein Instrumental-Arrangement des Popsongs ein, mit dem Trompeter Bunny Berigan als Solisten. Dorseys Schallplatte (gekoppelt mit „Marie“, Victor #25523) wurde ein großer Hit für den Bandleader in den Vereinigten Staaten. Dorseys Version machte Song of India zu einem Jazzstandard. Tommy Dorsey stellte den Song auch in seinem Radioprogramm AFRS Tommy Dorsey Show, in der AFRS Your All Time Hit Parade und in mehreren Musikfilmen vor, wie Las Vegas Nights (1941) und  Thrill of a Romance (1944). Zu den weiteren Musikern, die den Song ab 1937 coverten, gehörten das Casa Loma Orchestra (Decca) und Joe Giordano (Vocalion).
Der Diskograf Tom Lord listet im Bereich des Jazz insgesamt 139 (Stand 2016) Coverversionen, u. a. ab den 1940er-Jahren auch von Karel Slavik Se Svym Orchestrem, Dave Jenkins’ Southernaires, Herman Chittison, Eddie Chamblee, Joe Wick und seine Solisten (1948), Russ Case, Ben Pollack and His Pick-A-Rib Boys, The Modernaires, Raymond Scott, Billy Eckstine/Pete Rugolo, Billy May, Eddie Kay, Ted Heath, Paul Smith, Glen Gray, Maxwell Davis, Francis Bay, Earl Bostic, Ruby Braff, Ramsey Lewis, Georgie Auld, Gene Krupa, Dave Pell, Frank Capp, Sam Donahue, Johnny Dankworth, Max Kaminsky, Henry Jerome und Vince Giordano, meist Tribut-Aufnahmen an die Dorsey Brothers.